# Rocky Fielding
Michael "Rocky" Fielding (Liverpool, 5 agosto 1987) è un pugile britannico, campione nei campionati di pesi supermedi WBA, WBA Inter-Continental, Commonwealth e Regno Unito.
Il 15 dicembre 2018 sfida il pugile messicano Canelo Alvàrez per il titolo dei Pesi supermedi, venendo sconfitto per TKO nel corso della terza ripresa dopo un match sostanzialmente a senso unico.

## Biografia
Nato a Liverpool, nel Merseyside, fu soprannominato "Rocky" dato il suo peso di nascita pari a 10 libbre (4,5 kg).